# Бабушкин, Михаил Сергеевич
Михаи́л Серге́евич Ба́бушкин (6 октября 1893, д. Бордино, Московский уезд, Российская империя — 18 мая 1938, Архангельская область) — советский полярный лётчик, Герой Советского Союза (27 июня 1937).

## Биография
Родился 24 сентября (6 октября) 1893 года в деревне Бордино Московского уезда в семье лесного сторожа, в детстве жил в различных пригородах Москвы, в том числе в посёлке Лосиноостровская (с 1939 по 1960 год — город Бабушкин, ныне район Москвы), окончил три класса начальной школы. В юности работал «мальчиком» (учеником без оплаты) в бакалейной лавке, киномехаником, одновременно участвовал в соревнованиях по футболу. Прошёл обучение и работал автомехаником в фирме «Бенц».
С началом Первой мировой войны в 1914 году был призван в армию. Окончил гатчинскую Офицерскую воздухоплавательную школу, в 1915 году получил звание лётчика и был оставлен инструктором; с 1917 года — прапорщик.
В 1920 году в составе партизанского отряда участвовал в Гражданской войне, в 1923 году был демобилизован, затем поступил в Гражданский воздушный флот и служил в Арктике.
В 1928 году участвовал в поисках экспедиции Нобиле, в 1933 году участвовал в экспедиции парохода «Челюскин», в 1935 году — в высокоширотной экспедиции ледокола «Садко».
21 мая 1937 года впервые в мире лётчиками Управления полярной авиации была совершена посадка самолёта на Северный полюс. Самолёт-гигант АНТ-6, который пилотировали командир корабля Герой Советского Союза М. В. Водопьянов и второй пилот М. С. Бабушкин, доставил на лёд оборудование и участников экспедиции дрейфующей станции «Северный Полюс-1». За проявленное при этом мужество и героизм М. С. Бабушкину 27 июня 1937 года было присвоено звание Героя Советского Союза.
В 1937—1938 годах Бабушкин участвовал в поисках пропавшего самолёта Сигизмунда Леваневского.
Депутат Верховного Совета СССР 1-го созыва от Коми АССР.
Михаил Сергеевич Бабушкин погиб 18 мая 1938 года в возрасте 44 лет, будучи пассажиром тяжёлого бомбардировщика ТБ-3, потерпевшего авиационную катастрофу при взлёте с военного аэродрома на острове Ягодник в русле Северной Двины близ Архангельска. Похоронен в колумбарии Новодевичьего кладбища в Москве. Вместе с ним покоятся его жена Мария Семёновна (1894—1979), а также два сына — лётчики Михаил Михайлович (1917—1941) и Олег Михайлович (1923—1944), погибшие в годы Великой Отечественной войны, и дочь Гали Михайловна (1919—2014).

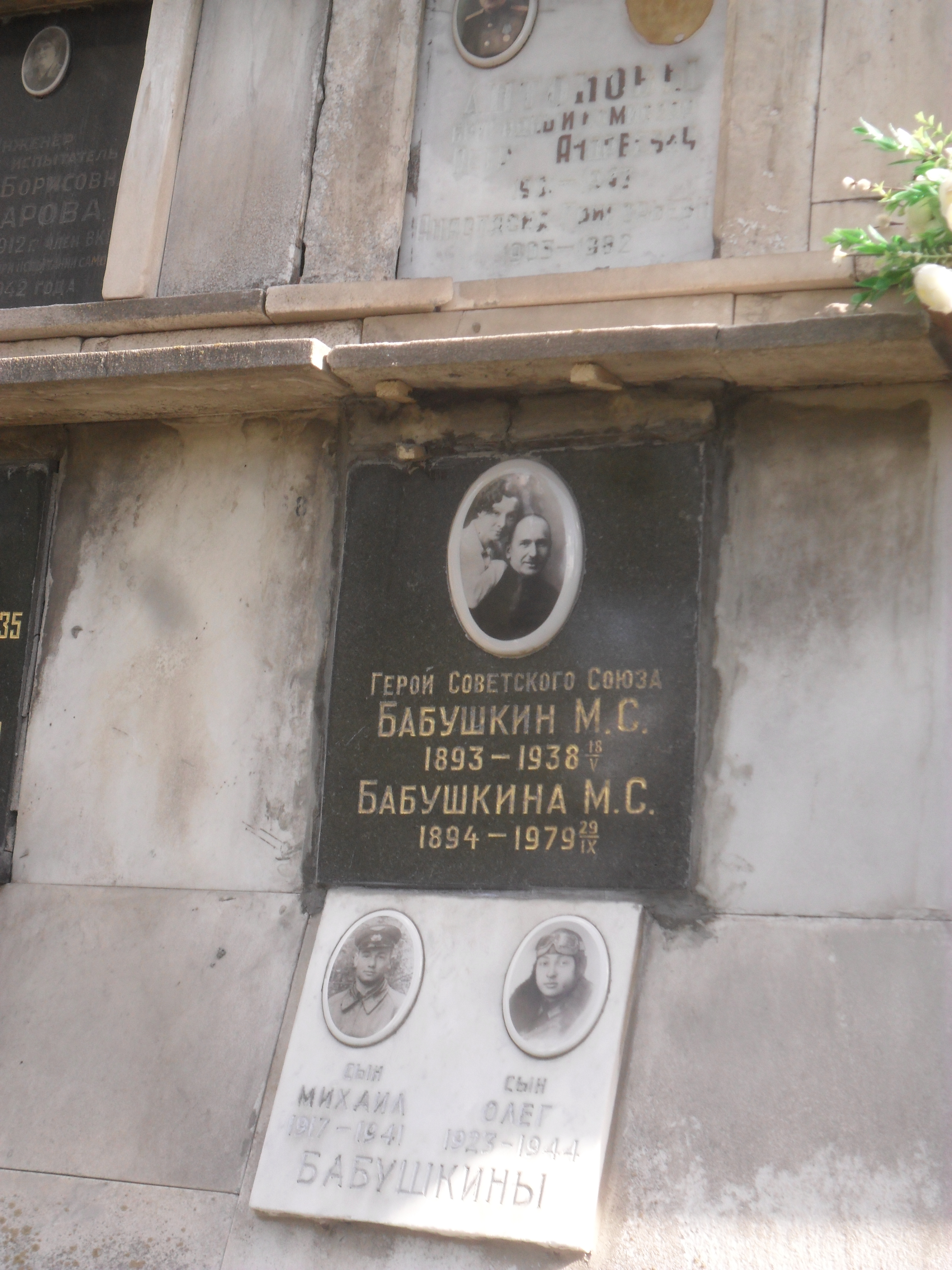
Захоронение М. С. Бабушкина на Новодевичьем кладбище Москвы.

## Награды
Герой Советского Союза (27 июня 1937). Награждён орденами Ленина, Красного Знамени, Красной Звезды.

## Память
В честь Бабушкина названы:
- остров в архипелаге Новая Земля
- остров близ берега Отса в Восточной Антарктиде[6]
- мыс и гора на полуострове Пьягина в Магаданской области
- мыс на острове Земля Александры в архипелаге Земля Франца-Иосифа
- город в Подмосковье, в котором родился и вырос герой (ныне этот город входит в состав Москвы в качестве Бабушкинского района)
- улица Лётчика Бабушкина в Северо-Восточном округе города Москвы
- станция московского метро «Бабушкинская»
- улицы в городах Архангельск, Уфа, Улан-Удэ, Краснодар, Сыктывкар, Артём (Приморский край), Екатеринбург[7], Иркутск, Липецк, Челябинск, Рыбинск.
- переулки в Железнодорожном районе города Ростова-на-Дону, в городе Няндома (Архангельская область) и в городе Тюмень
- улицы в городах Мелитополь и Мариуполь

## Памятники

Памятник лётчику Бабушкину в Москве

Бронзовый бюст М. С. Бабушкина работы скульптора Н. Е. Саркисова установлен 7 ноября 1940 года в Сыктывкаре на улице, получившей тогда же имя лётчика. Памятник располагался на пересечении нынешних улиц Бабушкина и Кирова, у входа в парк культуры имени Кирова. Бюст стоял на высоком многоступенчатом бетонном (или мраморном) постаменте с памятной надписью и был виден издалека всем спускавшимся к парку. В 1972 году памятник был демонтирован, а бюст лётчика перенесён в сквер у кинотеатра «Родина». После этого изменился внешний вид постамента: он стал ниже и проще, чтобы в пределах небольшого сквера можно было видеть бюст полностью.
Также, был установлен памятник  в 1955 г. М.С. Бабушкину в ПКиО "Бабушкинский" (СВАО, гор. Москва, ул. Менжинского дом 6). Собственно, в честь лётчика-героя назван одноименный старинный парк ГАУК "Бабушкинский парк культуры и отдыха", станция метро "Бабушкинская" и целый район - Бабушкинский, ул. Лётчика Бабушкина.
По словам старожила района Чернова Александра Захаровича, автора книги "Лосинка моей памяти", этот бюст изначально стоял в фойе кинотеатра "Бабушкин", в парк бюст перенесли после закрытия к/т "Бабушкин" и начала строительства современного к/т "Арктика".
Это был белый гипсовый бюст на гранитном постаменте, с закреплённой на нём памятной медной табличкой, который был сделан Петровой Диной Ивановной. 
В 2016 году  по инициативе директора ПКиО "Бабушкинский" Бускина Игоря Владимировича, белый бюст был отреставрирован и по его подобию создан более детальный бюст из бронзы работы скульптора Олега Слепова из города Переславля-Залесского.
Бронзовый памятник лётчику в Москве установлен в 2004 году на пересечении улицы Лётчика Бабушкина и улицы Коминтерна. Скульптор — Владимир Лепешов.
55°51′40″ с. ш. 37°40′28″ в. д.

## Сочинение
- Записки лётчика М. С. Бабушкина 1893—1938. Подгот. Л. Хват. — М.; — Л.: Главсевморпути, 1941. — 224 с., ил.;
- Записки лётчика Бабушкина М. С. — 2-е изд. — М.: Граница, 2005. — 240 с.;
- Записки лётчика Бабушкина М. С. 1893—1938. — 3-е изд., испр. и доп. — М.: Граница, 2013. — 240 с., ил.;